# Gerogol
Gerogol is een bestuurslaag in het regentschap Cilegon van de provincie Banten, Indonesië. Gerogol telt 3518 inwoners (volkstelling 2010).